# テイラー彗星
テイラー彗星(69P/Taylor)は、太陽系の周期彗星である。1915年11月24日に、ケープタウンでClement J. Taylorが発見した。
1916年2月10日、ヤーキス天文台のエドワード・エマーソン・バーナードは核が2つに分裂しているのを観測したが、3月16日以降は分裂した核のうち一方が見られなくなった。
この彗星は1922年に戻ってくることが予測されたが、それ以来見失われた。1928年にラインムート第1彗星、1951年にアラン・リゴー彗星が発見された際には、最初この彗星と疑われた。
N. A. BelyaevとV. V. Emel'yanenkoによって1976年に再び観測されることが予言され、1977年1月25日、パロマー天文台のチャールズ・トーマス・コワルが1976年12月3日の写真プレートの中から発見した。
1984年と1990年にも観測され、1998年には地球の近傍を通過し、12等級にもなった。